# The Fortune Hunters (film 1909)
The Fortune Hunters è un cortometraggio muto del 1909. Il nome del regista non viene riportato nei credit del film.

## Trama
Un impiegato sogna di far fortuna sposando un'ereditiera. Una bella ragazza che fa la commessa sogna di sposarsi con un milionario. I due, che non si conoscono, si incontrano mentre stanno passando qualche giorno nella stessa località di vacanze. Chiacchierando, raccontano su di sé una sfilza di bugie, facendosi passare per dei giovani ricchi ed eleganti. Quando si lasciano, lui dice che deve rientrare al lavoro a Wall Street, lei che sta per partire per l'Europa. Entrambi credono di aver intrecciato una relazione con un partner ricco sfondato che li porterà via dalla loro vita grigia. Quale sarà dunque la sorpresa quando una scoprirà che il milionario lavora dietro a un bancone e l'altro che la ricca ereditiera serve al ristorante.

## Produzione
Il film fu prodotto dalla Lubin Manufacturing Company.

## Distribuzione
Distribuito dalla Lubin Manufacturing Company, il film - un cortometraggi della lunghezza di 175 metri - uscì nelle sale cinematografiche statunitensi il 16 settembre 1909. Nelle proiezioni, veniva programmato con il sistema dello split reel, accorpato in un'unica bobina con un altro cortometraggio prodotto dalla Lubin, la commedia All on Account of a Letter.